# Stefan 3. af Moldavien
Stefan 3. af Moldavien også kaldt Stefan den Store (rumænsk: Ștefan cel Mare) (død 2. juli 1504) var fyrste af Moldavien i 1457-1504.

## Tidlige liv
Stefan blev født c. 1433. Hans far var Bogdan 2., fyrste 1449-1451 og medlem af den vigtige Muşat-slægt. Efter Bogdans mord var der borgerkrig indtil Stefans sejr i 1457.

## Fyrste af Moldavien
På det tidspunkt prøvede Ungarn, Polen og det Osmanniske Rige alle at dominere Moldavien. Stefans liv blev optaget af at kæmpe for fyrstendømmets uafhængighed. På trods af mange sejre over nabolandene – f.eks. Slaget ved Baia og Slaget ved Vaslui – måtte han til sidst indgå et kompromis med det Osmanniske Rige og betale tribut i 1486. Efter hans død blev Moldavien til en vasalstat.
Under hans regering blev mange kirker og klostre grundlagt, og han blev begravet i en af sine egne stiftelser, Putna kloster. Det er nu et valfartssted, da Stefan er anerkendt som helgen i den ortodokse kirke.
Han var gift med en niece af Vlad Țepeș.
1. ↑  Navnet er anført på engelsk og stammer fra Wikidata hvor navnet endnu ikke findes på dansk.